# Nascar Winston Cup Series 1981
Nascar Winston Cup Series 1981 var den 33:e upplagan av den främsta divisionen av professionell stockcarracing i USA sanktionerad av National Association for Stock Car Auto Racing.
Säsongen bestod av 31 race och inleddes på Riverside International Raceway 11 januari och avslutades på samma bana 22 november. Darrell Waltrip tog sin första mästerskapstitel. Han skulle även komma att vinna cup-serien 1982 och 1985. Buick som bilmärke dominerade serien med 22 segrar.

## Tävlingskalender
| Nr | Officiellt namn              | Bana                                                        | Datum        |
| -- | ---------------------------- | ----------------------------------------------------------- | ------------ |
| 1  | Winston Western 500          | Riverside International Raceway, Riverside, Kalifornien     | 11 januari   |
| U  | Busch Clash                  | Daytona International Speedway, Daytona Beach, Florida      | 8 februari   |
| KV | UNO Twin 125 Qualifiers      | Daytona International Speedway, Daytona Beach, Florida      | 12 februari  |
| U  | Daytona 500 Consolation Race | Daytona International Speedway, Daytona Beach, Florida      | 13 februari  |
| 2  | Daytona 500                  | Daytona International Speedway, Daytona Beach, Florida      | 15 februari  |
| 3  | Richmond 400                 | Richmond Fairgrounds Raceway, Richmond, Virginia            | 22 februari  |
| 4  | Carolina 500                 | North Carolina Motor Speedway, Rockingham, North Carolina   | 1 mars       |
| 5  | Coca-Cola 500                | Atlanta International Raceway, Hampton, Georgia             | 15 mars      |
| 6  | Valleydale 500               | Bristol International Raceway, Bristol, Tennessee           | 29 mars      |
| 7  | Northwestern Bank 400        | North Wilkesboro Speedway, North Wilkesboro, North Carolina | 5 april      |
| 8  | CRC Chemicals Rebel 500      | Darlington Raceway, Darlington, South Carolina              | 12 april     |
| 9  | Virginia 500                 | Martinsville Speedway, Ridgeway, Virginia                   | 26 april     |
| 10 | Winston 500                  | Alabama International Motor Speedway, Talladega, Alabama    | 3 maj        |
| 11 | Melling Tool 420             | Nashville Speedway, Nashville, Tennessee                    | 9 maj        |
| 12 | Mason-Dixon 500              | Dover Downs International Speedway, Dover, Delaware         | 17 maj       |
| 13 | World 600                    | Charlotte Motor Speedway, Concord, North Carolina           | 24 maj       |
| 14 | Budweiser Nascar 400         | Texas World Speedway, College Station, Texas                | 7 juni       |
| 15 | Warner W. Hodgdon 400        | Riverside International Raceway, Riverside, Kalifornien     | 14 juni      |
| 16 | Gabriel 400                  | Michigan International Speedway, Brooklyn, Michigan         | 21 juni      |
| 17 | Firecracker 400              | Daytona International Speedway, Daytona Beach, Florida      | 4 juli       |
| 18 | Busch Nashville 420          | Nashville Speedway, Nashville, Tennessee                    | 11 juli      |
| 19 | Mountain Dew 500             | Pocono International Raceway, Long Pond, Pennsylvania       | 26 juli      |
| 20 | Talladega 500                | Alabama International Motor Speedway, Talladega, Alabama    | 2 augusti    |
| 21 | Champion Spark Plug 400      | Michigan International Speedway, Brooklyn, Michigan         | 16 augusti   |
| 22 | Busch 500                    | Bristol International Raceway, Bristol, Tennessee           | 22 augusti   |
| 23 | Southern 500                 | Darlington Raceway, Darlington, South Carolina              | 7 september  |
| 24 | Wrangler Sanfor-Set 400      | Richmond Fairgrounds Raceway, Richmond, Virginia            | 13 september |
| 25 | CRC Chemicals 500            | Dover Downs International Speedway, Dover, Delaware         | 20 september |
| 26 | Old Dominion 500             | Martinsville Speedway, Ridgeway, Virginia                   | 27 oktober   |
| 27 | Holly Farms 400              | North Wilkesboro Speedway, North Wilkesboro, North Carolina | 4 oktober    |
| 28 | National 500                 | Charlotte Motor Speedway, Concord, North Carolina           | 11 oktober   |
| 29 | American 500                 | North Carolina Motor Speedway, Rockingham, North Carolina   | 1 november   |
| 30 | Atlanta Journal 500          | Atlanta International Raceway, Hampton, Georgia             | 8 november   |
| 31 | Winston Western 500          | Riverside International Raceway, Riverside, Kalifornien     | 22 november  |

## Resultat
| Nr | Tävling                       | Pole position   | Flest ledda varv | Vinnare         | Team/ bilägare              | Konstruktör | Rapport |
| -- | ----------------------------- | --------------- | ---------------- | --------------- | --------------------------- | ----------- | ------- |
| 1  | Winston Western 500           | Darrell Waltrip | Bobby Allison    | Bobby Allison   | Ranier Racing               | Chevrolet   | Rapport |
| U  | Busch Clash                   | Darrell Waltrip | Darrell Waltrip  | Darrell Waltrip | Junior Johnson & Associates | Buick       | Rapport |
| KV | UNO Twin 125 Mile Qualifier 1 | Bobby Allison   | Bobby Allison    | Bobby Allison   | Ranier-Lundy Racing         | Pontiac     | Rapport |
| KV | UNO Twin 125 Mile Qualifier 2 | Darrell Waltrip | Darrell Waltrip  | Darrell Waltrip | Junior Johnson & Associates | Buick       | Rapport |
| U  | Daytona 500 Consolation Race  | Lake Speed      | Lake Speed       | Lake Speed      | Lake Speed Racing           | Buick       | Rapport |
| 2  | Daytona 500                   | Bobby Allison   | Bobby Allison    | Richard Petty   | Petty Enterprises           | Buick       | Rapport |
| 3  | Richmond 400                  | Morgan Shepherd | Darrell Waltrip  | Darrell Waltrip | Junior Johnson & Associates | Buick       | Rapport |
| 4  | Carolina 500                  | Cale Yarborough | Cale Yarborough  | Darrell Waltrip | Junior Johnson & Associates | Buick       | Rapport |
| 5  | Coca-Cola 500                 | Terry Labonte   | Harry Gant       | Cale Yarborough | M.C. Anderson Racing        | Buick       | Rapport |
| 6  | Valleydale 500                | Darrell Waltrip | Darrell Waltrip  | Darrell Waltrip | Junior Johnson & Associates | Buick       | Rapport |
| 7  | Northwestern Bank 400         | Dave Marcis     | Bobby Allison    | Richard Petty   | Petty Enterprises           | Buick       | Rapport |
| 8  | CRC Chemicals Rebel 500       | Bill Elliott    | Darrell Waltrip  | Darrell Waltrip | Junior Johnson & Associates | Buick       | Rapport |
| 9  | Virginia 500                  | Ricky Rudd      | Morgan Shepherd  | Morgan Shepherd | Cliff Stewart Racing        | Pontiac     | Rapport |
| 10 | Winston 500                   | Bobby Allison   | Buddy Baker      | Bobby Allison   | Ranier Racing               | Buick       | Rapport |
| 11 | Melling Tool 420              | Ricky Rudd      | Ricky Rudd       | Benny Parsons   | Bud Moore Engineering       | Ford        | Rapport |
| 12 | Mason-Dixon 500               | David Pearson   | Neil Bonnett     | Jody Ridley     | Donlavey Racing             | Ford        | Rapport |
| 13 | World 600                     | Neil Bonnett    | Bobby Allison    | Bobby Allison   | Ranier Racing               | Buick       | Rapport |
| 14 | Budweiser Nascar 400          | Terry Labonte   | Dale Earnhardt   | Benny Parsons   | Bud Moore Engineering       | Ford        | Rapport |
| 15 | Warner W. Hodgdon 400         | Darrell Waltrip | Darrell Waltrip  | Darrell Waltrip | Junior Johnson & Associates | Buick       | Rapport |
| 16 | Gabriel 400                   | Darrell Waltrip | Darrell Waltrip  | Bobby Allison   | Ranier Racing               | Buick       | Rapport |
| 17 | Firecracker 400               | Cale Yarborough | Cale Yarborough  | Cale Yarborough | M.C. Anderson Racing        | Buick       | Rapport |
| 18 | Busch Nashville 420           | Mark Martin     | Darrell Waltrip  | Darrell Waltrip | Junior Johnson & Associates | Buick       | Rapport |
| 19 | Mountain Dew 500              | Darrell Waltrip | Darrell Waltrip  | Darrell Waltrip | Junior Johnson & Associates | Buick       | Rapport |
| 20 | Talladega 500                 | Harry Gant      | Bobby Allison    | Ron Bouchard    | Race Hill Farm Team         | Buick       | Rapport |
| 21 | Champion Spark Plug 400       | Ron Bouchard    | Richard Petty    | Richard Petty   | Petty Enterprises           | Buick       | Rapport |
| 22 | Busch 500                     | Darrell Waltrip | Darrell Waltrip  | Darrell Waltrip | Junior Johnson & Associates | Buick       | Rapport |
| 23 | Southern 500                  | Harry Gant      | Neil Bonnett     | Neil Bonnett    | Wood Brothers Racing        | Ford        | Rapport |
| 24 | Wrangler Sanfor-Set 400       | Mark Martin     | Darrell Waltrip  | Benny Parsons   | Bud Moore Engineering       | Ford        | Rapport |
| 25 | CRC Chemicals 500             | Ricky Rudd      | Neil Bonnett     | Neil Bonnett    | Wood Brothers Racing        | Ford        | Rapport |
| 26 | Old Dominion 500              | Darrell Waltrip | Harry Gant       | Darrell Waltrip | Junior Johnson & Associates | Buick       | Rapport |
| 27 | Holly Farms 400               | Darrell Waltrip | Darrell Waltrip  | Darrell Waltrip | Junior Johnson & Associates | Buick       | Rapport |
| 28 | National 500                  | Darrell Waltrip | Darrell Waltrip  | Darrell Waltrip | Junior Johnson & Associates | Buick       | Rapport |
| 29 | American 500                  | Darrell Waltrip | Darrell Waltrip  | Darrell Waltrip | Junior Johnson & Associates | Buick       | Rapport |
| 30 | Atlanta Journal 500           | Harry Gant      | Neil Bonnett     | Neil Bonnett    | Wood Brothers Racing        | Ford        | Rapport |
| 31 | Winston Western 500           | Darrell Waltrip | Bobby Allison    | Bobby Allison   | Ranier Racing               | Buick       | Rapport |